# シャルル3世 (西フランク王)

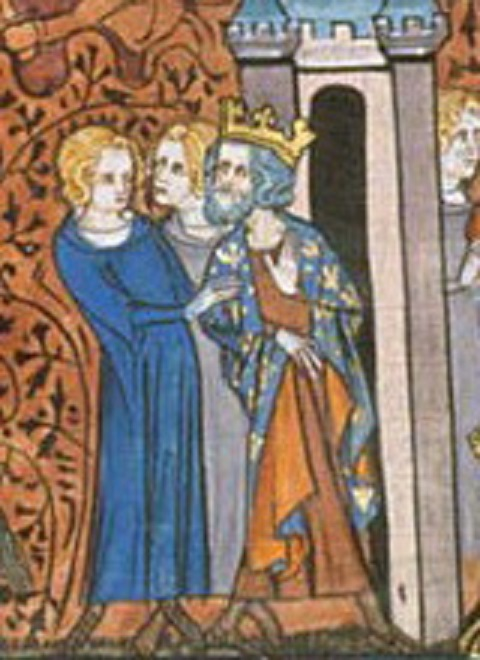
シャルル3世の幽閉を描いた14世紀の装飾写本

シャルル3世（フランス語: Charles III, 879年9月17日 - 929年10月7日）は、カロリング家の西フランク王（在位：893年 - 922年）、ロタリンギア王（在位：911年 - 922年頃）。単純王（le Simple）と呼ばれる。ドイツ語でカール3世（Karl III）。フランスに侵入してきたノルマン人と和解した。領邦諸侯に嫌われ、廃位され幽閉されて没した。

## 生涯
2代目の西フランク王ルイ2世吃音王の3男として父王の死後に生まれた。母は吃音王の2人目の妻、アデライード。吃音王はシャルルの誕生前に没して、2人の異母兄が共同で王位を継いでいたが、共に早逝し、885年に東フランク王国のカール3世が西フランク王を兼務し、シャルルはカール3世に後見された。
当時西フランク王国は、ノルマン人・サラセン人・マジャール人の侵入に苦しんでいた。887年にカール3世が失脚した次の王には、885年 - 886年のノルマン人の包囲からパリを護った英雄、ロベール家のウードが選ばれた。聖俗諸侯が力を付け、王を世襲でなく選挙で決める時代になっていた。
ウードの治世下の893年1月28日、シャルルはランスのサン＝レミ聖堂で、カロリング派のランス大司教フルク（Foulques le Vénérable）により聖別され戴冠した。
両派が3年争って後、ウードはシャルルにセーヌ北部を渡し、シャルルを次の王に指名して、898年1月に没した。19歳のシャルルは、漸く西フランク全体の王になった。
911年シャルルは、侵入するノルマン人の長ロロとサン＝クレール＝シュール＝エプト条約を結び、ノルマンディー地方を与えてロロをノルマンディー公に封じた。ロロは洗礼を受け、シャルルの娘ジゼルを妻とした。
同じ911年、東フランク王国ではルートヴィヒ4世が没してカロリング家の世襲が絶えると、ロタリンギア（当時のロレーヌの呼び名）には親西フランクの派閥が形成され、シャルルはロタリンギア貴族の臣従を受け、ロタリンギア王となった。
しかし、ロタリンギアへの執着と部下の処遇の不公平などから、シャルルはロレーヌ公ジルベール（のちハインリヒ1世を支持）と不仲になり、西フランク王国の諸侯にも嫌われた。そして922年に叛かれて廃位され、その反乱を指揮したロベール（ウードの弟）が王に選ばれ（ロベール1世）、シャルルはロレーヌへ逃げた。
923年、シャルルはノルマンの兵を率いてロベール1世とソワソンで戦って討ち取ったものの、ロベールの息子ユーグ大公と娘婿のラウールに敗れ、ロベールの義弟ヴェルマンドワ伯エルベール2世にシャトー＝ティエリで囚われ、翌年ペロンヌ城の塔に移された。
ラウールが西フランク王になった。王妃エドギフはのちのルイ4世を連れ、イングランドの実家へ亡命した。ロタリンギアは925年、ハインリヒ1世がドイツに取り戻した。
シャルルは929年10月7日獄死し、ペロンヌ城に近いサン＝フルシー教会（Collégiale Saint-Fursy de Péronne）に埋葬された。

## 子女
907年、西ザクセン（ヴェストファーレン）の伯ディートリヒの娘フレデルナ（917年没）と結婚した。フレデルナの姉妹マティルデは909年に東フランク王ハインリヒ1世の二度目の妃となった。
- エルマントルド（908/16年 - ） - ロタリンギア宮中伯ゴットフリートと結婚。下ロタリンギア副公ゴットフリート1世の母。
- フレデルナ
- アデライード
- ジゼル - ノルマンディー公ロロと結婚
- ロトルード
- ヒルデガルド

シャルルはフレデルナの没後の919年、イングランド王エドワード長兄王の娘エドギフ（エドウィジュ）と再婚した。エドギフはのちにヴェルマンドワ家のオモワ伯エルベール3世と再婚した。
- ルイ4世（920年 - 954年） - のち西フランク王（936年 - 954年）

以下の庶子がいる。
- アルヌルフ
- ドロゴ
- ロリコ（? - 976年） - ラン司教
- アルパイス - ロムガウ伯エーレボルトと結婚